# 第一代里士满伯爵埃德蒙·都铎

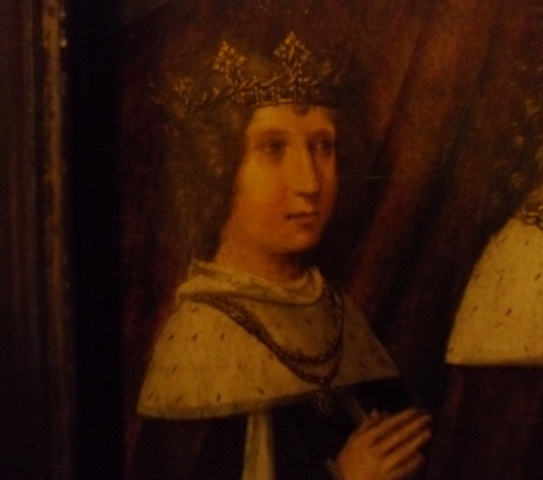

第一代里士满伯爵埃德蒙·都鐸（英文：Edmund Tudor, 1st Earl of Richmond，威爾士語：Edmwnd Tudur，約1430年–1456年11月3日，也被稱爲哈德姆的埃德蒙），是英格蘭都鐸王朝開國國王亨利七世的父親，也是北威爾士彭米德都鐸家族的成員。
埃德蒙的父親是歐文·都鐸，母親是瓦盧瓦的凱瑟琳，他與蘭開斯特王朝的最後一任國王亨利六世是同母異父的兄弟。埃德蒙在凱瑟琳·德拉波爾（Katherine de la Pole） 的撫養下長大，目睹他的成長，他的兄長亨利非常喜歡他，在他成年之後，授予他爵位與土地，埃德蒙的弟弟賈斯伯被任命爲國王的顧問，他們都與王室有著密切的血親關係。
兄弟兩人都被皇家授予伯爵頭銜，并賦予在英格蘭議會中具有影響力的職位。埃德蒙還被贈與了倫敦貝納德城堡，並成功地經營一座莊園。他的第一次婚姻被取消之後，他與瑪格麗特·博福特結婚。
1455年玫瑰戰爭爆發之後，埃德蒙捲入了與約克家族爭奪王權的戰爭，作爲都鐸家族一員，戰爭期間在卡馬森城堡被俘，并於1456年11月3日死於黑死病。